# Austroglanis gilli
Austroglanis gilli is een straalvinnige vissensoort uit de familie van de rotsmeervallen (Austroglanididae). De wetenschappelijke naam van de soort is voor het eerst geldig gepubliceerd in 1943 door Barnard.